# Heliconius crespinus
Heliconius crespinus är en fjärilsart som beskrevs av Krüger 1925. Heliconius crespinus ingår i släktet Heliconius och familjen praktfjärilar. Inga underarter finns listade i Catalogue of Life.